# Gmina Ujazd, Opole Voivodeship
Gmina Ujazd, tiếng Đức Gemeinde Ujest là một gmina đô thị-nông thôn (quận hành chính) ở hạt Strzelce, Opole Voivodeship, ở phía tây nam của Ba Lan. Khu vực hành chính của nó là thị trấn Ujazd (Ujest), nằm cách Strzelce Opolskie khoảng 14 kilômét (9 mi) về phía đông nam của và cách thủ phủ khu vực Opole 43 km (27 mi) về phía đông nam.
Gmina có diện tích 83,31 kilômét vuông (32,2 dặm vuông Anh), và tính đến năm 2006, tổng dân số của nó là 6.284 người (trong đó dân số của Ujazd lên tới 1.652 người, và dân số của vùng nông thôn của gmina là 4.632 người). Từ năm 2006, xã, giống như phần lớn diện tích, đã chính thức được sử dụng song ngữ là tiếng Đức và tiếng Ba Lan, một dân số lớn của Đức vẫn ở lại khu vực này sau khi nơi đây chuyển sang kiểm soát bởi Ba Lan.

## Khu vực hành chính
Xã có các làng và khu định cư như
- Ujazd / Ujest
- Balcarzowice / Balzarowitz
- Buczek (Butschek)
- Grzeboszowice (Greboschowitz)
- Jaryszów / Jarischau
- Klucz / Klutschau
- Kolonia Jaryszów (Kolonie Jarischau)
- Komorniki (Komorniken)
- Kopanina
- Księży Las (Xionslas)
- Niezdrowice / Niesdrowitz
- Nogowczyce / Nogowschütz
- Olszowa / Olschowa
- Sieroniowice / Schironowitz
- Stary Ujazd / Alt Ujest
- Wesołów (Wesolow)
- Wydzierów (Wydzierow)
- Zimna Wódka / Kaltwasser

## Gmina lân cận
Gmina Ujazd giáp với thị trấn Kędzierzyn-Koźle và với các gmina khác như Leśnica / Leschnitz, Rudziniec, Strzelce Opolskie và Toszek.

## Hình ảnh

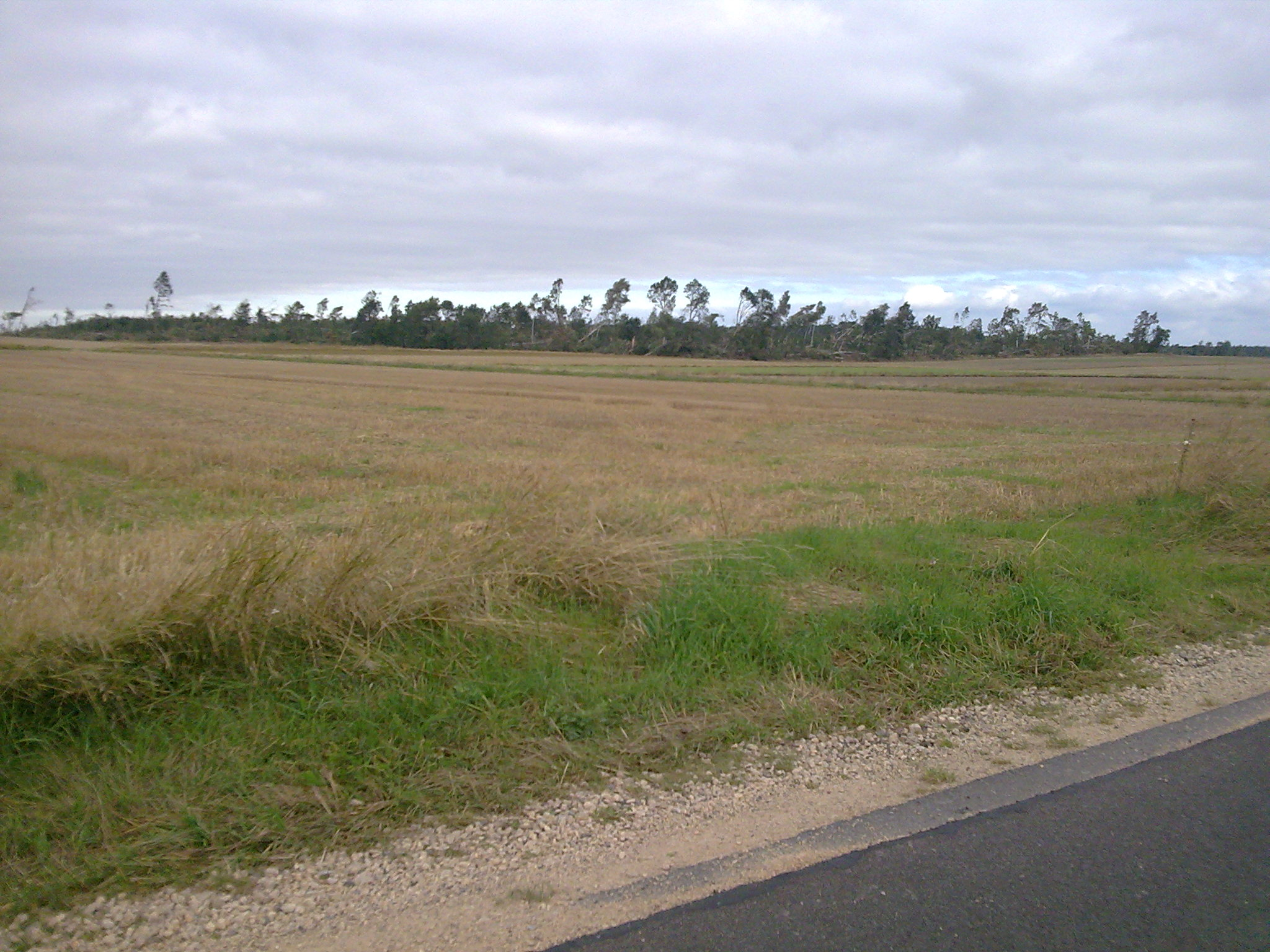
rừng
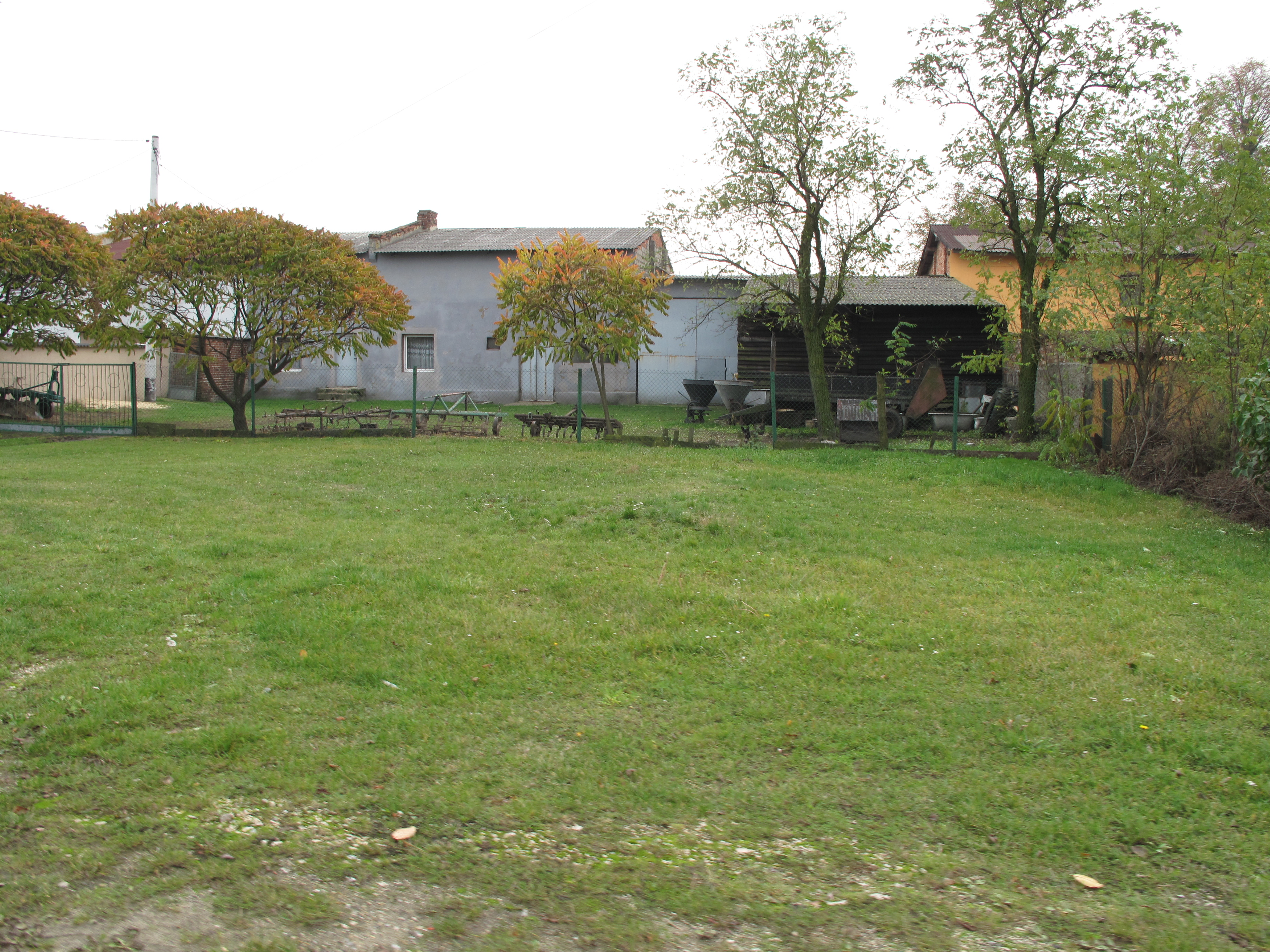
Khu vườn ở Grzeboszowice
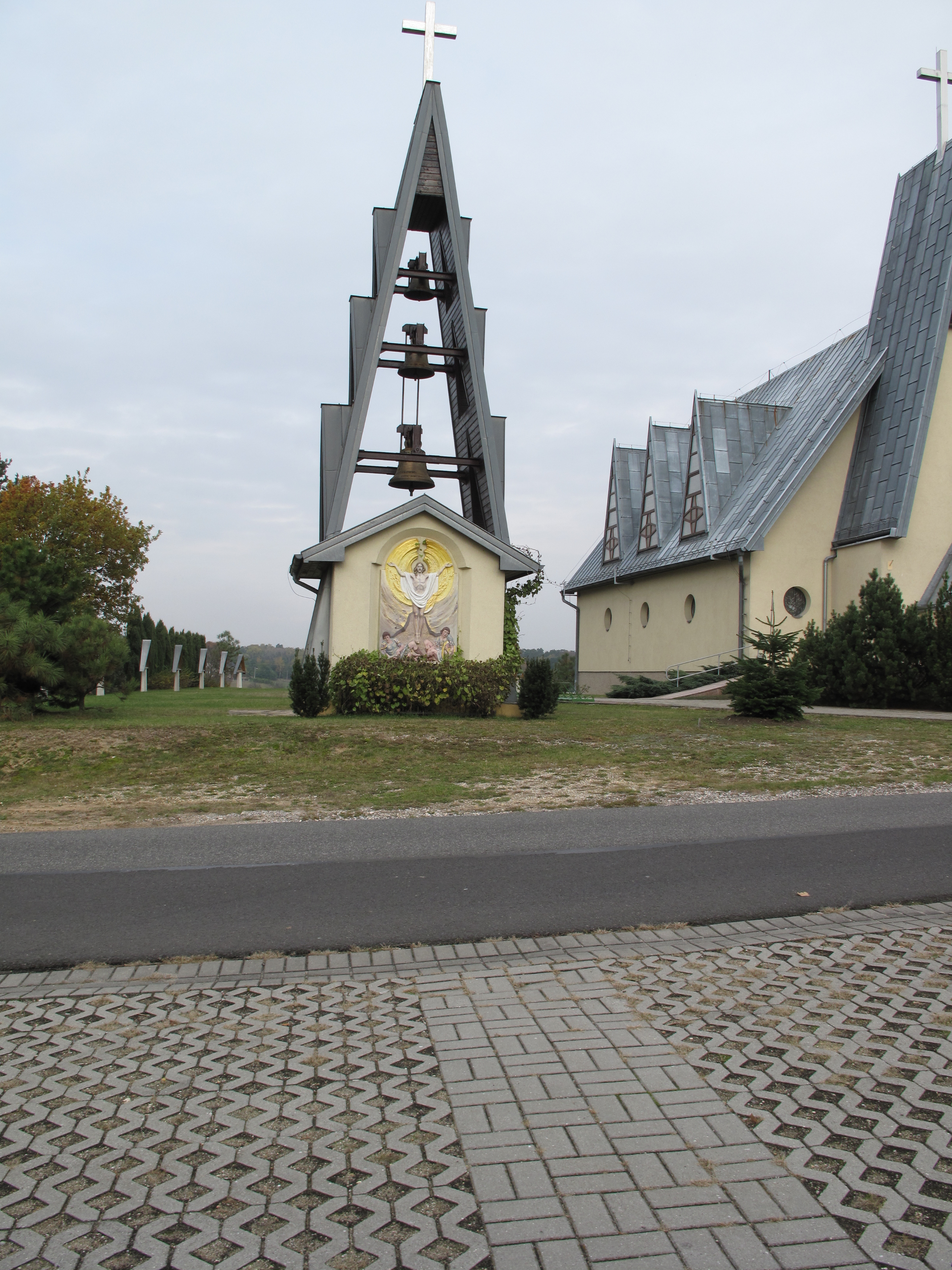
Tháp chuông ở Sieroniowice